# Ralf Jäger
Ralf Jäger, né le 25 mars 1961, est un homme politique allemand.